# Culture arménienne
 (janvier 2018).
La culture de l'Arménie, pays de l'Asie du Caucase, désigne d'abord les pratiques culturelles observables de ses habitants (3 000 000, estimation 2017).
La culture de l'Arménie s'est développée au cours des siècles de son histoire mouvementée et a ainsi acquis un caractère unique. Nombre de ses aspects ont également été marqués par le cadre géographique dans lequel elle a évolué. Enfin, à travers la diaspora arménienne, elle a influencé la culture occidentale, et réciproquement.

## Langues et populations

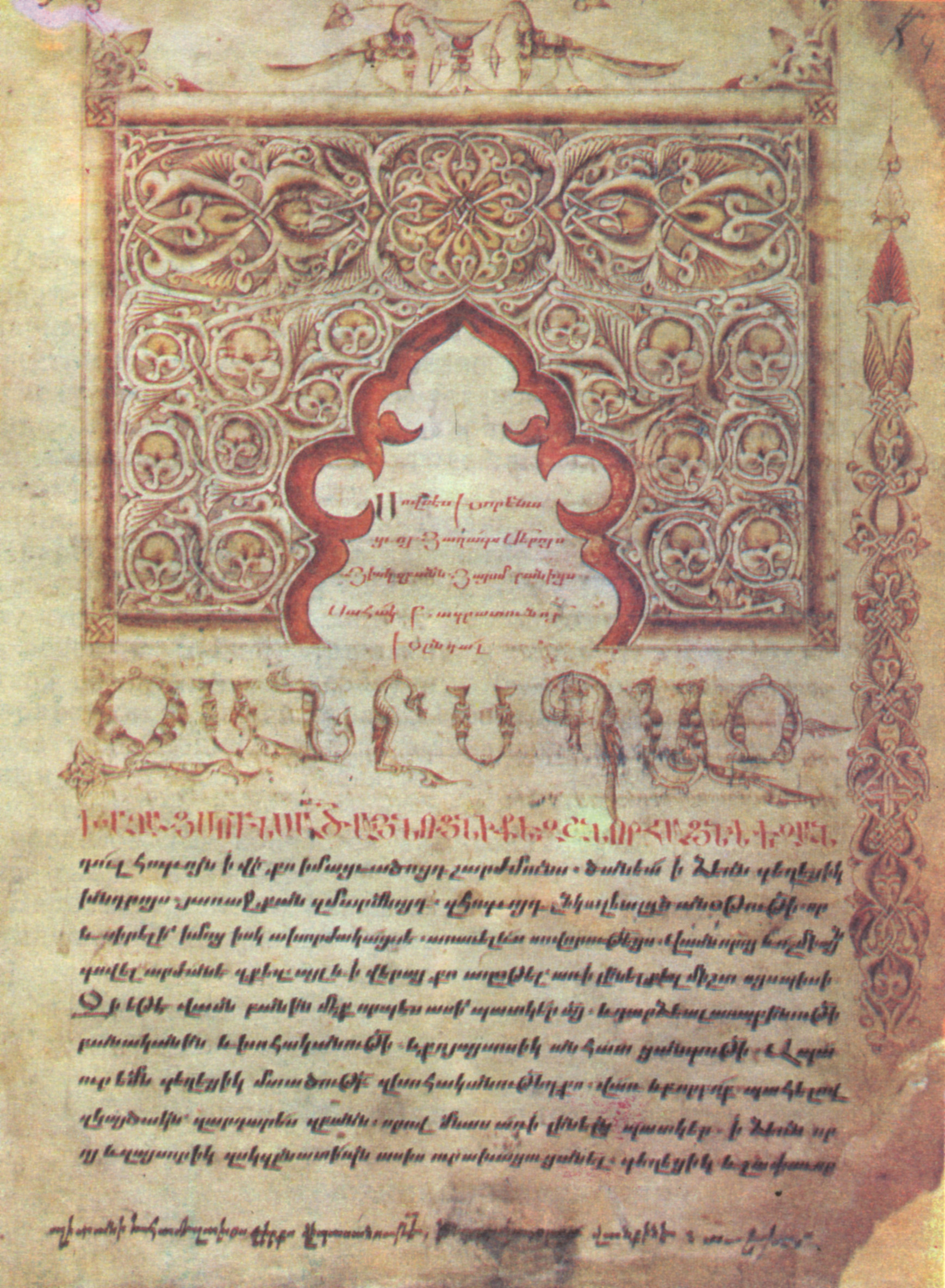
Page manuscrite de lHistoire de l'Arménie, de Moïse de Khorène.

- Langues en Arménie Langues dans les pays caucasiens
- arménien (97-98 %, 3 000 000)
- kurmandji (31 000, > 1 %) ou kurde du nord
- autres (> 1 %) : russe (25 000), soureth ou assyrien néo-araméen (issu de l'assyrien disparu), kurde, ukrainien, anglais, géorgien, persan, grec moderne, (urartéen disparu)… et un français de francophonie.
- Chaire d'arménien de l'École des langues orientales

### Langue arménienne
L'arménien est une langue qui constitue à elle seule un groupe indépendant au sein de la famille des langues indo-européennes. On distingue en réalité trois états de langue différents :
- l'arménien classique (ou grabar), écrit à partir du Ve siècle et véhiculant une riche littérature théologique, historique, poétique, mystique et épique ;
- l'arménien oriental, langue officielle de la république d'Arménie, également parlé par la communauté arménienne d'Iran et de Russie ;
- l'arménien occidental, parlé par une partie de la diaspora arménienne.

Le nombre total de locuteurs est évalué à 7 millions (dont un peu plus de 3 millions en Arménie).
L'arménien présente des ressemblances avec le grec ancien (nombreux parallèles étymologiques, utilisation de l'augment, traitement particulier des laryngales de l'indo-européen), comme l'a souligné le linguiste français Antoine Meillet. D'autre part, les consonnes du proto-arménien ont connu la première mutation consonantique, ce qui le rapproche quelque peu des langues germaniques. Au cours de son histoire, il a emprunté de nombreux mots au persan, puis au grec (VIe siècle), au turc (à partir du XIe siècle), au français (à l'âge des croisades, puis à l'époque moderne), au latin (XVIe - XVIIIe siècles) et au russe (époque moderne).
L'arménien s'écrit au moyen d'un alphabet spécifique créé au Ve siècle par Mesrop Machtots.
- Numération arménienne

### Populations
- Minorités ethniques en Arménie
  - Arméniens (95..98 %)
  - Kurdes (45 000)
  - Yézidis (35 000)
  - Hémichis
  - Assyriens en Arménie (3 000)
  - Grecs en Arménie (900)
  - Russes en Arménie (12 500)
  - Qajars (?)
- Démographie de l'Arménie, Population arménienne ottomane, Génocide arménien
- Diaspora arménienne
  - Diaspora arménienne en France

## Traditions

### Religion(s)
- Religion en Arménie
- Christianisme (90-95 %), Croix arménienne, Liste de monastères en Arménie
  - Église apostolique arménienne orthodoxe (90-92 %)
  - Église catholique en Arménie (100 000 ?)
  - Église catholique arménienne (200 000 ?), de rite arménien
  - Église évangélique arménienne (100 000 ?)
  - Église de Jésus-Christ des saints des derniers jours (Mormons)
  - Témoins de Jéhovah
- Autres spiritualités (<4 %)
  - Yézidisme
  - Islam en Arménie (<1 000 ?)
  - Judaïsme, Juifs des montagnes, Juifs Mizrahim,
- Autres (4-5 %) : Irréligion, agnostiques, athées, incroyants, incrédules, indifférents

### Symboles
- Armoiries de l'Arménie
- Drapeau de l'Arménie
- Héros national de l'Arménie

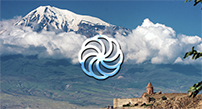
Symbole arménien de l'éternité sur fond de Mont Ararat

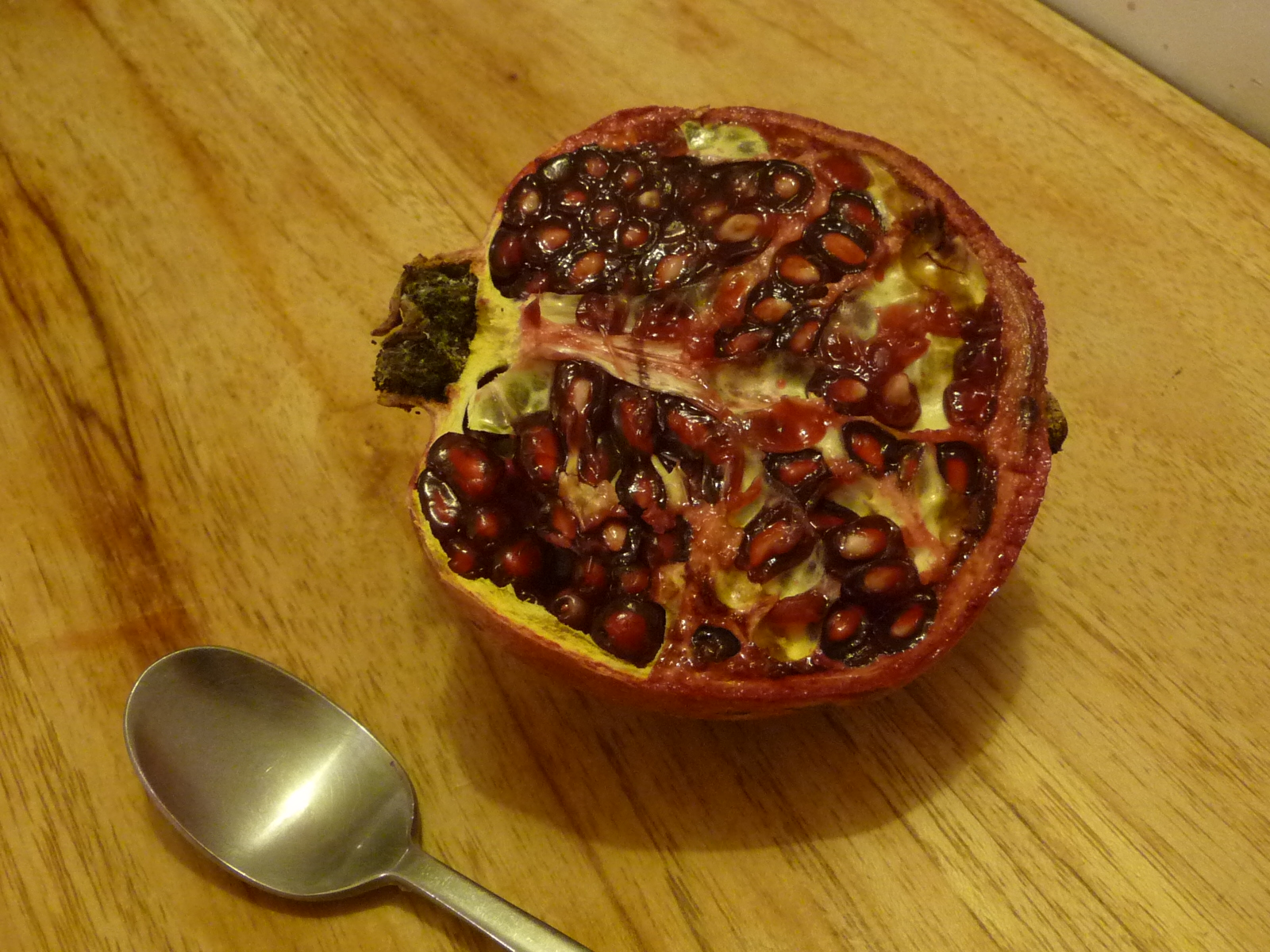
Grenade prête à la dégustation

- Hymne officiel : Mer Hayrenik (Notre patrie) (depuis 1991), Hymne de la république socialiste soviétique d'Arménie (1944-1991)
- Symbole arménien de l'éternité
- Devise nationale : Մեկ ազգ, մեկ մշակույթ (Mek Azg, Mek Mshakouyt), Une Nation, Une Culture
- Emblème végétal : Grenade (fruit)
- Emblème animal : Dragon, Aigle
- Grégoire Ier l'Illuminateur, Barthélemy (apôtre), Jude (apôtre), Mesrop Machtots
- Père de la Nation : Aram Manoukian (1879-1919)
- Figure allégorique nationale : Mère Arménie, Mont Ararat
- Épopée nationale : Sasna tsřer (Daredevils of Sassoun, Les enragés de Sassoun, ou épopée de David de Sassoun
- Poète national : Hovhannès Toumanian (1869-1923), Sayat-Nova (1712-1795), Yéghiché Tcharents (1897-1937)
- Couleurs nationales : bleu et rouge
- Costume national : chaque ville ou petite région en revendique un
- Plat national : Banitsa, Khash, Harissa, Dolma, Khorovats
- Génocide arménien dans la culture

### Folklore
- Manuk Abeghian (en) (1865-1944), folkloriste

### Croyances
- Dakhanavar (en) (vampire)

### Mythologie
- Paganisme arménien

### Fêtes et jours fériés
- Calendrier arménien
- Vartavar

| Date         | Nom français                                  | Nom local                             | Remarques                                                             |
| ------------ | --------------------------------------------- | ------------------------------------- | --------------------------------------------------------------------- |
| 1er janvier  | Nouvel an                                     | Նոր տարի (Nor tari)                   | Fête de la nouvelle année                                             |
| 6 janvier    | Noël                                          | Ծնունտ (Tsnount) (naissance)          | Noël le 6 janvier                                                     |
| 28 janvier   | Jour de l'armée                               |                                       |                                                                       |
| 8 mars       | Journée internationale des droits de la femme |                                       | Journée consacrée aux droits des femmes.                              |
| 24 avril     | Jour de commémoration du génocide arménien    | Մեծ Եղեռն (Medz Eghern) (Grand Crime) | Journée dédiée au souvenir du génocide arménien.                      |
| mai-juin     | Ascension                                     | Համբարցում (Hampartsoum)              |                                                                       |
| 1er mai      | Fête du travail                               |                                       |                                                                       |
| 9 mai        | Jour de la Victoire de 1945                   |                                       |                                                                       |
| 28 mai       | Fête de la Première République                |                                       | Anniversaire de la Première République arménienne entre 1918 et 1920. |
| 5 juillet    | Jour de la Constitution                       |                                       |                                                                       |
| 21 septembre | Jour du référendum                            |                                       | Fête nationale (jour de l'indépendance en 1991).                      |

## Société
- Hayastani Azgayin Scautakan Sharjum Kazmakerputiun (Scoutisme)
- Hamazkaïne (Association éducative et culturelle arménienne Hamazkaïne)

### Groupes humains
- Tcherkessogaï

### Famille

#### Nom
- Liste des prénoms arméniens féminins
- Liste des prénoms arméniens masculins

### Éducation
- Académie nationale des sciences de la république d'Arménie
  - Arménologie

### Droit
- Droit arménien,
- Droits de l'homme en Arménie
- Droits LGBT en Arménie
- Vory v zakone (Voleur dans la loi)
- Mafia arménienne
- Prostitution en Arménie

### Divers
- Coût de la vie[1] : en décembre 2017, le salaire mensuel moyen serait de 301 euros (contre 2 900 en France).

## Arts de la table

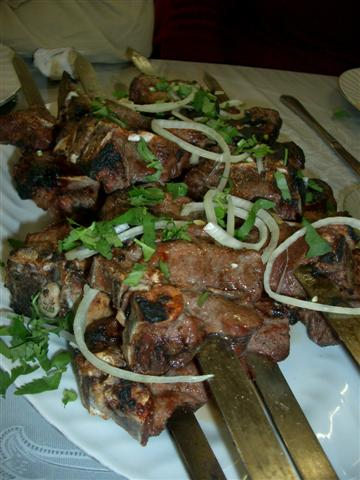
Brochettes d'agneau.

### Cuisine(s)
- Cuisine arménienne
- Pains : Lavash, Tsouréki, Gata
- Spécialités : Börek, Ghapama, Djingialov Hac, Khashlama, Madzoun

La cuisine arménienne n'est pas seulement celle de la république d'Arménie mais aussi celle de la diaspora arménienne née en partie à la suite du génocide de 1915-1917. Les deux cultures étant relativement différentes, leur cuisine l'est tout autant.
Influencée tout au long de son histoire par les pays voisins (Grèce, Moyen-Orient, Balkans, Iran ou Turquie), l'Arménie les a également influencés. Un grand nombre de plats sont communs à la gastronomie libanaise, grecque, turque ou arménienne…

### Boisson(s)
- Kéfir, Ayran
- Kvas
- Tarkhoun
- Viticulture en Arménie
- Boissons distillées
  - Mechitharine

## Santé
- Avortement en Arménie

### Activités physiques
- Course de chevaux

### Élevage
Parmi les espèces ou variétés animales développées en Arménie :
- Gampr ;
- Berger du Caucase.

### Sports
- Sport en Arménie
- Arménie aux Jeux olympiques
- Arménie aux Jeux paralympiques
- Arménie aux Deaflympics
- Jeux panarméniens (depuis 1999)

Le sport en Arménie recouvre un grand nombre de disciplines. Le pays participe à toutes les compétitions sportives internationales organisées à travers le globe et dispose des sportifs et sportives de haut niveau dans toutes les catégories de sport. Ainsi, elle a mûri depuis son indépendance et dispose de multiples champions et organise des compétitions internationales, comme la lutte, la boxe, l'haltérophilie, l'athlétisme, le tir, la natation, le judo, le football, le rugby… L'Arménie participe aux Jeux olympiques d'été de 2008 à Pékin, avec 25 sportifs participant aux épreuves dans sept sports différents.

## Média

### Presse
- The Armenian Weekly (Massachusetts, États-Unis)

### Radio
- Liste des stations de radio en Arménie
- Radio publique d'Arménie

### Télévision
- Liste des chaînes de télévision en Arménie

## Littérature
- Littérature arménienne

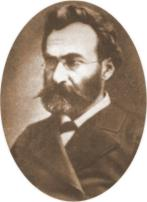
Le poète Raffi.

- Arménologie, Revue des études arméniennes
- Liste de poètes de langue arménienne
- Livre arménien, Matenadaran
  - Histoire du Taron
  - Miniature arménienne
- Personnages
  - Ara le Beau
- Livre arménien, Urbatagirk (1512)
- Bibliothèque nationale d'Arménie

La littérature arménienne proprement dite se développe parallèlement à la poésie de ce même pays, les deux étant très liées. Elle connaît au fil de son histoire plusieurs âges d'or et plusieurs courants littéraires : l'historiographie du Ve siècle, la poésie du Xe au XIVe siècle, et la « révolution littéraire arménienne » du XIXe siècle.

### Littérature contemporaine
- Berdj Zeytounysian (1938-)

## Artisanats

### Textiles, cuir, papier
- Tapis arménien
  - Tapis des orphelines arméniennes de Ghazir
- Broderie arménienne
- Livre arménien
- Papier d'Arménie

### Poterie, céramique, faïence
Un atelier de céramique artisanale (2014) et de tapisserie de Gumri s'efforce de relancer ces deux formes d'artisanat traditionnel local de qualité, dans la tradition de la céramique de Kütahya.

## Arts visuels
- Art arménien

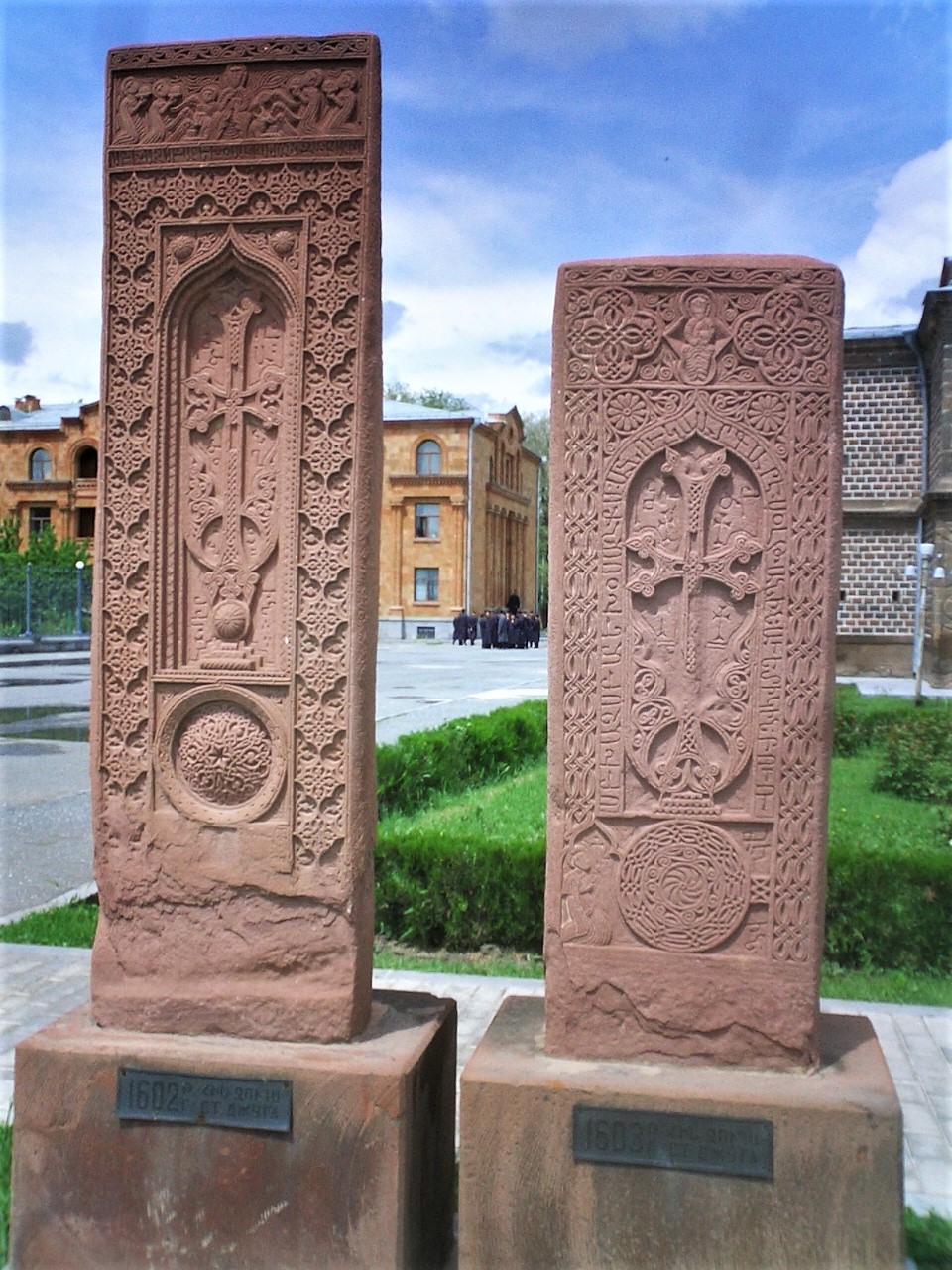
Khatchkars à Etchmiadzin.

L'art arménien désigne les réalisations artistiques du peuple arménien. Compte tenu des vicissitudes de l'histoire arménienne, son domaine dépasse largement non seulement celui du territoire de l'actuelle République d'Arménie, mais également celui que l'on appelle la Grande-Arménie historique (délimitée au nord par la Koura, à l'ouest par l'Euphrate, au sud par le Tigre et à l'est par le bassin de l'Araxe). En font partie également l'art du royaume arménien de Cilicie au Moyen Âge, et les réalisations de la diaspora arménienne, comme en témoignent des monuments aussi éloignés l'un de l'autre que la cathédrale arménienne de Lviv dans l'actuelle Ukraine ou la cathédrale du Saint-Sauveur à Ispahan en Iran.
La conversion des Arméniens au christianisme constitue l'événement majeur autour duquel on peut articuler une histoire de l'art arménien : un art païen du VIe siècle av. J.-C. au IVe siècle apr. J.-C., et un art chrétien du IVe au XVIIIe siècle. C'est dans ce contexte religieux chrétien que le génie artistique arménien s'épanouira pleinement.

### Arts anciens
- Art rupestre et Pétroglyphes : Voskehat (Aragatsotn), Oughtasar

### Dessin
- - La Caricature dans la presse arménienne au XIXe siècle[4]
- Dessinateurs arméniens :
  - Kiraz (dessinateur),
  - Farid Boudjellal,
  - Edgar Artis[5],
  - Hoviv (René Hovivian) (1929-2005)[6],
- La bande dessinée et le génocide arménien[7],[8]

### Peinture
- Miniature arménienne
- Peinture arménienne

### Sculpture
- Art du Khatchkar

### Architecture
- Architecture arménienne

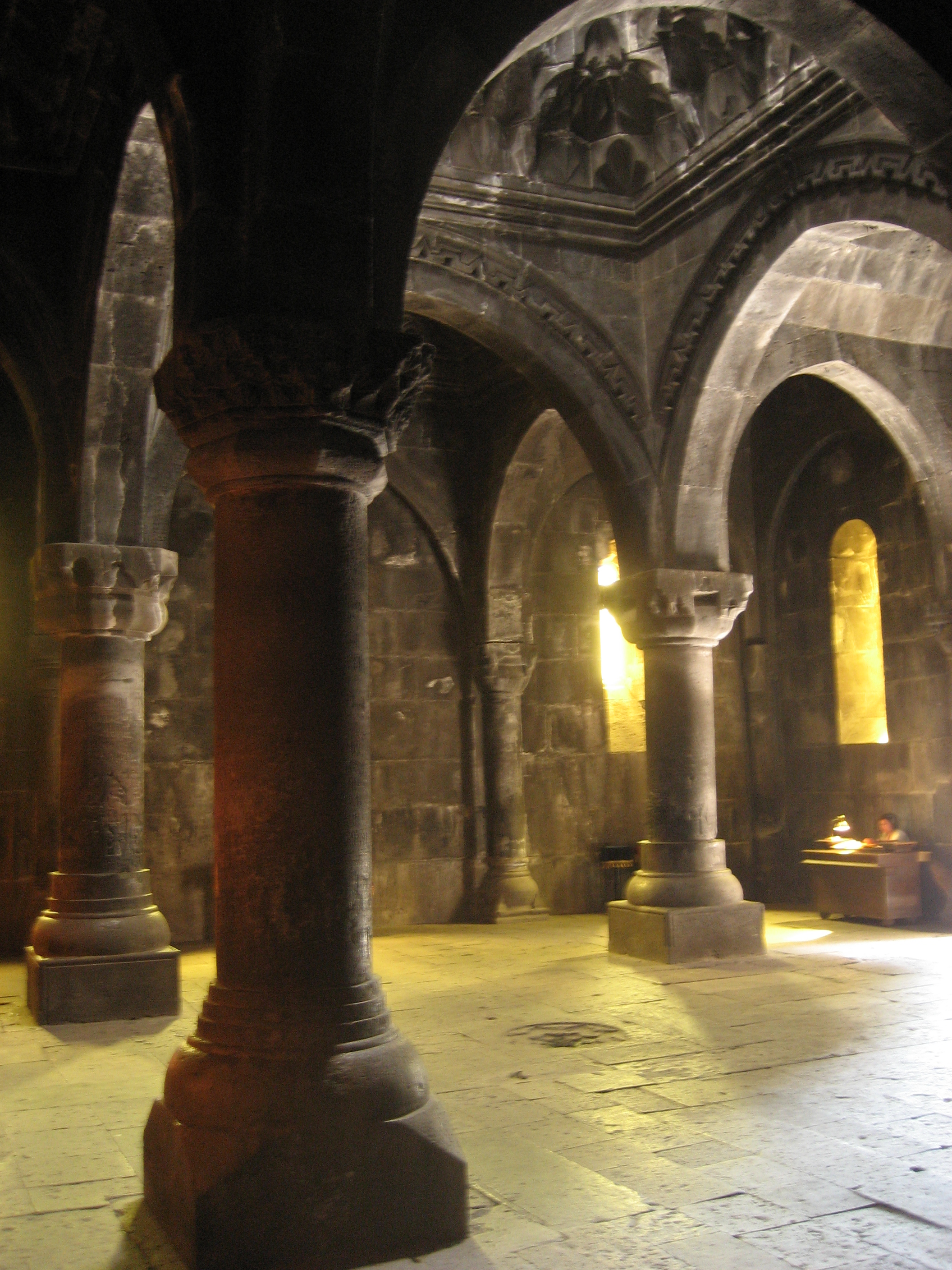
Gavit de Geghard.

- Fonds de recherche sur l’architecture arménienne
- Gavit (narthex), Jamatoun
- Vichap (mégalithes)
- Nous sommes nos montagnes
- Khatchkar (stèle), Khachkar plus complet, en langue anglaise

L'architecture arménienne s'est développée au fil des siècles de manière singulière. Des spécificités sont apparues, comme les gavits et les jamatouns. La très grande majorité des constructions, notamment caractérisées par la coupole, sont religieuses, les forts se font plus rares ; l'évolution de l'architecture arménienne est en effet parallèle voire similaire à l'évolution architecturale des monastères d'Arménie. L'architecture chrétienne est principalement constituée de plusieurs périodes de développement : il y a tout d'abord l'essor des IVe, Ve et VIe siècles, qui voient la formation de cet art original, qui aboutit à un âge d'or au VIIe siècle. Après une période sombre au VIIIe siècle vient la « Première Renaissance » arménienne (IXe – XIIe siècles) puis la seconde vers la fin du Moyen Âge. Au XVIIIe siècle, l'architecture perd peu à peu ses caractéristiques arméniennes, dans le sens où l'architecture adoptée est plus internationale (notamment soviétique) ; cela n'empêche cependant pas au XXe siècle le développement d'une architecture dite « néo-arménienne ».

## Arts du spectacle

### Musique(s)
- Musique arménienne, Musique kurde
- Duduk
- Notation musicale arménienne, Khaz (neume)

- Conservatoire Komitas d'Erevan
- Chant arménien
  - Chant religieux, Ktsord
  - Rabiz
- Achik
- Gusans
- Zartir lao

La musique arménienne est un mélange de musique folklorique, avec l'emblématique duduk, et de musique sacrée. Elle a de plus subi les influences des pays voisins, avec les musiques arabe, turque, iranienne, azérie et kurde.

### Danse
- Danse en Arménie
- Danses arméniennes
  - Yarkhushta
  - Hamsheni mani
  - Halay
  - Tamzara
  - Kochari
- Lezginka

### Cinéma
- Cinéma arménien
- Festival international du film d'Erevan

Le cinéma arménien est né avec son premier film documentaire, Soviet Armenia en 1924. Dirigé par Hamo Beknazarian, Namus est le premier film muet arménien, en 1926.
Sergueï Paradjanov (1924-1990) a été un de ses maîtres, avec notamment Les Chevaux de feu ou La Couleur de la grenade.

### Autres scènes: marionnettes, mime, pantomime, prestidigitation
Les arts mineurs de scène, arts de la rue, arts forains, cirque, théâtre de rue, spectacles de rue, arts pluridisciplinaires, performances manquent encore de documentation pour le pays…
Pour le domaine de la marionnette, la référence est : Arts de la marionnette en Arménie, sur le site de l'Union internationale de la marionnette UNIMA).
- Iriba (acteurs) et Vardzok (actrices masquées)
- Mania Aslanian
- Leonid Yengibarov

## Tourisme
- Tourisme en Arménie

## Patrimoine

### Musées
- Liste de musées en Arménie

### Liste du Patrimoine mondial
Le programme Patrimoine mondial (UNESCO, 1971) a inscrit dans sa liste du Patrimoine mondial (au 12/01/2016) : Liste du patrimoine mondial en Arménie.

### Liste représentative du patrimoine culturel immatériel de l’humanité
Le programme Patrimoine culturel immatériel (UNESCO, 2003) a inscrit dans sa liste représentative du patrimoine culturel immatériel de l’humanité :
- 2005 : le duduk et sa musique[11],
- 2010 : l’art des croix de pierre arméniennes. Symbolisme et savoir-faire des khatchkars[12],
- 2012 : l’interprétation de l’épopée arménienne Les Enragés de Sassoun ou David de Sassoun[13],
- 2014 : le lavash : préparation, signification et aspect du pain traditionnel en tant qu’expression culturelle en Arménie[14],
- 2017 : le kochari, danse collective traditionnelle[15]
- 2019 : L’écriture arménienne et ses expressions culturelles [16]

### Mémoire du monde
Le programme Mémoire du monde (UNESCO, 1992) a inscrit dans son registre international Mémoire du monde (au 10/01/2016) :
- 1997 : Collection de manuscrits anciens du Matenadaran (1997), (Institut de manuscrits anciens Mashtots, Erevan)[17].
- 2011 : Première observation de Byurakan (FBS ou observation de Markarian)[18].
- 2013 : Collection de partitions manuscrites et de musiques de films du compositeur Aram Khatchatourian[19].

### Filmographie
- L'Arménie avec Bertrand de Miollis, film de Laurent Joffrion, Gédéon programmes, Paris, 2008, 52 min (DVD).
- Le Dernier Danseur de corde en Arménie, film d'Inna Sahakyan (réalisatrice de Aurora's Sunrise) et Arman Yeritsyan, Zed, Paris, 2009, 55 min (DVD).